# Ache
Ache è un album discografico di Foetus, qui accreditato come You've Got Foetus On Your Breath, progetto del musicista australiano James George Thirlwell, pubblicato nel 1982 dalla Self Immolation.
La Thirsty Ear Reacords ristampò l'album in formato CD nel 1997 per il mercato statunitense.
Entrambe le edizioni ebbero stampe limitata: millecinquecento copie del LP e quattromila del CD.

## Tracce
Tutti i brani sono di James George Thirlwell.
1. Dying With My Boots On – 2:16
2. J. Q. Murder – 4:21
3. Gums Bleed – 4:21
4. Mark of the Ostracizor – 5:59
5. Exit the Man With 9 Lives – 3:44
6. Get Out of My House – 5:05
7. Wholesome Town – 4:24
8. Whole Wheat Rolls – 0:59
9. Kid Hate Kid – 5:24
10. Instead… I Became Anenome – 4:37

## Formazione
- You've Got Foetus On Your Breath (James George Thirlwell) – performer